# グレイト・アメリカン・ソングブック
グレイト・アメリカン・ソングブック (Great American Songbook)、ないし、アメリカン・スタンダーズ (American Standards) は、20世紀はじめ以降、最も重要で大きな影響力をもったアメリカ合衆国の古来の（伝統的な）流行歌やジャズのスタンダード・ナンバーとして定番となっている楽曲の総称。この名称をそのまま表題にした冊子体の楽譜集も何種類かあるが、グレイト・アメリカン・ソングブックという表現は、特定の書籍なり、楽曲リストを具体的に意味するものではなく、おもに1920年代（あるいは1940年代ごろ）から1950年代にかけてブロードウェイ・シアターのミュージカルや、ハリウッドのミュージカル映画のために生み出された、最も人気が高く、息長く支持されている楽曲群を緩やかにまとめた呼称である。こうした楽曲は、数多くの、また、広く多様な背景を持った歌手たちや、様々な楽団、ジャズ・ミュージシャンたちによって演奏され、録音が残されてきた。グレイト・アメリカン・ソングブックは、ジョージ・ガーシュウィン、コール・ポーター、アーヴィング・バーリンらによるスタンダード曲を含み、さらにジェローム・カーン,
ハロルド・アーレン、ジョニー・マーサー、リチャード・ロジャースなどの作品が入っている。
こうした楽曲は、伝統的なスタイルの歌手やジャズ分野の歌手、ミュージシャンたちの間では、廃れることはなく長らく取り上げられ続けてきたが、1970年代以降は、グレイト・アメリカン・ソングブックへの新たな関心が高まり、数多くのロック系、ポップ系の歌手たちが、グレイト・アメリカン・ソングブックに関心を寄せ、吹き込みを行なってレコードを出した。　　

## 定義

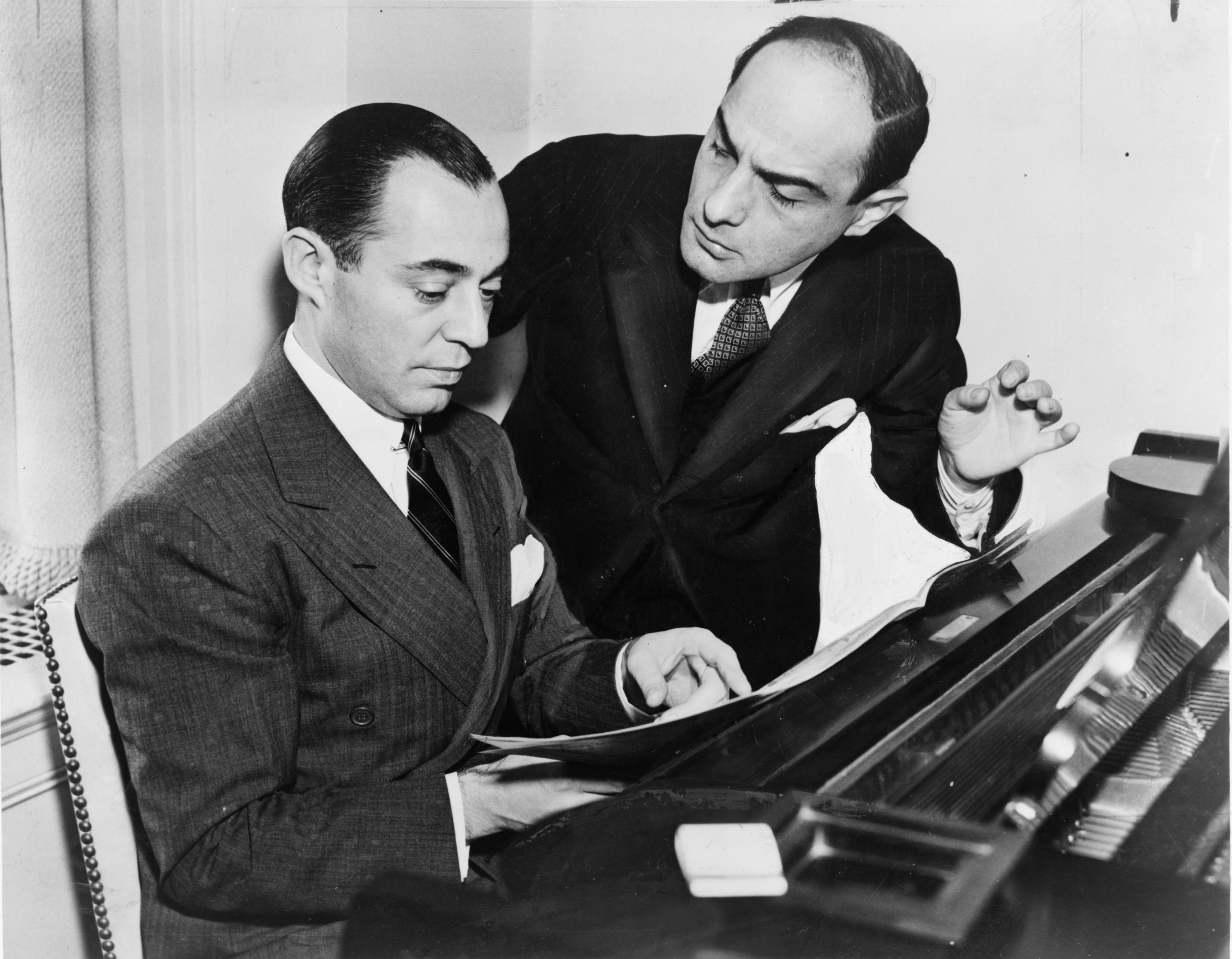
リチャード・ロジャースとロレンツ・ハート

どの楽曲が、グレイト・アメリカン・ソングブックに入っているのか（いないのか）についての一致した見解はない。ハル・レナード、J・W・ペッパー&サン、アルフレッド・ミュージックをはじめ、いくつもの音楽出版社が『Great American Songbook』を表題にした楽譜集を出版している。アルフレッド・ミュージックは、ソングブック (Songbook) をひとつのジャンルとしてリストを作成している。
音楽評論家の中には、決定版となるリストを作り上げようと試みる者もいる。例えば、アレック・ワイルダーの1972年の研究書『American Popular Song: The Great Innovators, 1900–1950』では、ソングライターや批評家などが、グレイト・アメリカン・ソングブックに入るのにふさわしいと思うアーティストは誰か、名前を挙げながら格付けを試みている。自らも作曲家であるワイルダーは、この著書の中で、作曲家とその創造的努力を特に強調している。
ワイルダーがこの本で、ひとりの作曲家についてひとつの章を割いているのは、ジェローム・カーン、アーヴィング・バーリン、ジョージ・ガーシュウィン、リチャード・ロジャース、コール・ポーター、ハロルド・アーレンの6人だけである。ヴィンセント・ユーマンスとアーサー・シュワルツはふたりでひとつの章を成しており、バートン・レーン、ヒュー・マーティン、ヴァーノン・デュークも合わせてひとつの章となっている。また別の章でワイルダーは、彼が「偉大な職人 (The Great Craftsmen)」と見なした、ホーギー・カーマイケル、ウォルター・ドナルドソン、ハリー・ウォーレン、アイシャム・ジョーンズ、ジミー・マクヒュー、デューク・エリントン、フレッド・E・アーラート 、リチャード・A・ホワイティング、レイ・ノーブル、ジョニー・グリーン、ルーベ・ブルーム、ジミー・ヴァン・ヒューゼンといったソングライターや作曲家たちを、まとめて取り上げている。
ワイルダーは最後に、67ページを費やして「Outstanding Individual Songs: 1920 to 1950（特筆すべき個別の曲：1920年-1950年）」という章を設けて、個別の楽曲を書き加えている。
ある意味では、ソングブックの時代を終わらせたのは、ロックンロールの出現であった。ワイルダーは、1950年までで記述を止めている。
ラジオ・パーソナリティで、ソングブックの熱烈な支持者であるジョナサン・シュワルツは、このジャンルを「America's classical music（アメリカのクラシック音楽）」と呼んでいる。

## 関連文献
- Furia, Philip (1992). Poets of Tin Pan Alley. New York & Oxford: Oxford University Press. ISBN 0-19-507473-4

- Wilder, Alec (1990). American Popular Song: The Great Innovators 1900–1950. New York & Oxford: Oxford University Press. ISBN 0-19-501445-6

- Bloom, Ken (2005). The American Songbook: The Singers, the Songwriters, and the Songs. New York: Black Dog & Levental Publishers. ISBN 1-57912-448-8